# Augouardia letestui
Augouardia letestui är en ärtväxtart som beskrevs av François Pellegrin. Augouardia letestui ingår i släktet Augouardia och familjen ärtväxter. Inga underarter finns listade i Catalogue of Life.